# Dipara belokobylskii
Dipara belokobylskii är en stekelart som beskrevs av Dzhanokmen 1993. Dipara belokobylskii ingår i släktet Dipara och familjen puppglanssteklar. Inga underarter finns listade i Catalogue of Life.